# Класични либерализам
Класични либерализам је политичка идеологија и огранак либерализма који се залаже за грађанске слободе под владавином права са нагласком на економској слободи. Блиско сродан са економским либерализмом, он се развио током раног 19. века, надограђујући се на идеје из претходног века као одговор на урбанизацију и на индустријску револуцију у Европи и Сједињеним Државама. Значајне особе чије су идеје допринеле класичном либерализму су између осталих Џон Лок, Жан Батист Сеј, Томас Роберт Малтус, и Дејвид Рикардо. У класичном либерализму долази до примене класичних економских идеја које је подржавао Адам Смит у својој Првој књизи Богатства народа и на верувању у природно право, утилитаризам, и прогрес. Термин „класични либерализам” примењен је у ретроспективи да би разликовао ранији либерализам из 19. века од новијег социјалног либерализма.